# Soufiane
Soufiane (arabisch سفيان), auch Soufian, ist ein arabischer männlicher Vorname mit der Bedeutung „aufopferungsvoll, treu“.

## Namensträger
- Soufian (* 1996), deutscher Rapper mit marokkanischen Wurzeln
- Soufiane Alloudi (* 1983), marokkanischer Fußballspieler
- Soufian Benyamina (* 1990), deutscher Fußballspieler mit algerischen Wurzeln
- Soufiane Bouchikhi (* 1990), belgischer Leichtathlet mit marokkanischen Wurzeln
- Soufiane el-Bakkali (* 1996), marokkanischer Leichtathlet
- Soufian El Hassnaoui (* 1989), niederländischer Fußballspieler